# Page County (Virginia)
Page County ist ein County im Bundesstaat Virginia der Vereinigten Staaten. Im Jahr 2020 hatte das County 23.709 Einwohner und eine Bevölkerungsdichte von 29,5 Einwohnern pro Quadratkilometer. Der Verwaltungssitz (County Seat) ist Luray.

## Geographie
Page County liegt im Norden von Virginia, ist im Westen etwa 45 km von West Virginia entfernt und hat eine Fläche von 813 Quadratkilometern, wovon acht Quadratkilometer Wasserfläche sind. Es grenzt im Uhrzeigersinn an folgende Countys: Warren County, Rappahannock County, Madison County, Greene County, Rockingham County und Shenandoah County.

## Geschichte
Gebildet wurde es 1831 aus Teilen des Rockingham County und Shenandoah County.

## Demografische Daten

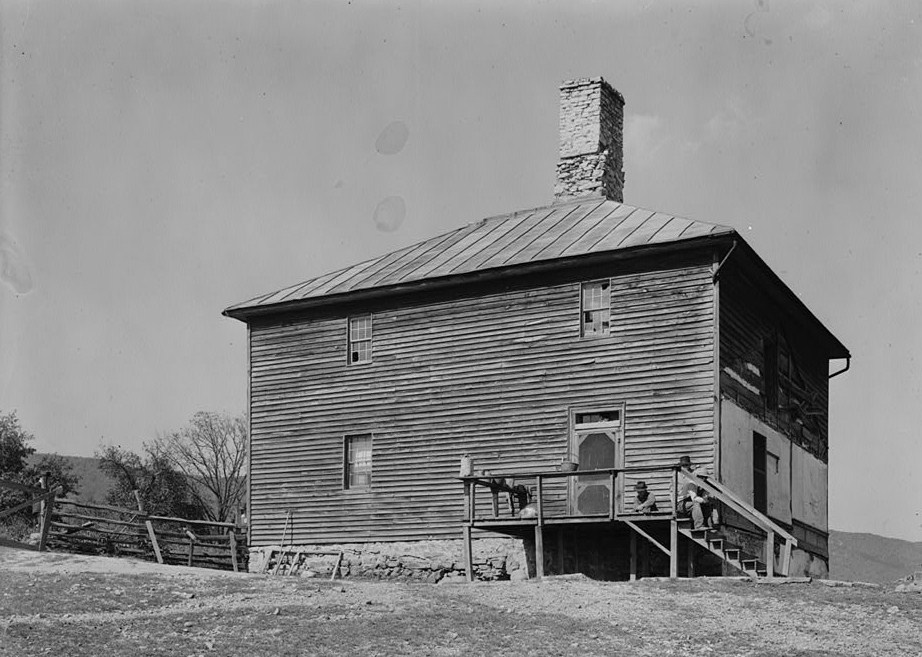
Fort Egypt, gelistet im NRHP Nr. 79003064

Alterspyramide des Page County

Nach der Volkszählung im Jahr 2000 lebten im Page County 23.177 Menschen. Davon wohnten 260 Personen in Sammelunterkünften, die anderen Einwohner lebten in 9305 Haushalten und 6634 Familien. Die Bevölkerungsdichte betrug 29 Einwohner pro Quadratkilometer. Ethnisch betrachtet setzte sich die Bevölkerung zusammen aus 96,26 Prozent Weißen, 2,16 Prozent Afroamerikanern, 0,15 Prozent amerikanischen Ureinwohnern, 0,24 Prozent Asiaten, 0,03 Prozent Bewohnern aus dem pazifischen Inselraum und 0,48 Prozent aus anderen ethnischen Gruppen; 0,68 Prozent stammten von zwei oder mehr ethnischen Gruppen ab. 1,08 Prozent der Bevölkerung waren spanischer oder lateinamerikanischer Abstammung.
Von den 9305 Haushalten hatten 29,6 Prozent Kinder und Jugendliche unter 18 Jahre, die bei ihnen lebten. 55,8 Prozent waren verheiratete, zusammenlebende Paare, 10,5 Prozent waren allein erziehende Mütter, 28,7 Prozent waren keine Familien, 24,4 Prozent waren Singlehaushalte und in 11,1 Prozent lebten Menschen im Alter von 65 Jahren oder darüber. Die Durchschnittshaushaltsgröße betrug 2,46 und die durchschnittliche Familiengröße lag bei 2,91 Personen.
Auf das gesamte County bezogen setzte sich die Bevölkerung zusammen aus 23,0 Prozent Einwohnern unter 18 Jahren, 7,7 Prozent zwischen 18 und 24 Jahren, 28,3 Prozent zwischen 25 und 44 Jahren, 25,3 Prozent zwischen 45 und 64 Jahren und 15,7 Prozent waren 65 Jahre alt oder darüber. Das Durchschnittsalter betrug 39 Jahre. Auf 100 weibliche Personen kamen 96,2 männliche Personen. Auf 100 Frauen im Alter von 18 Jahren oder darüber kamen statistisch 94,4 Männer.
Das jährliche Durchschnittseinkommen eines Haushalts betrug 33.359 USD, das Durchschnittseinkommen der Familien betrug 39.005 USD. Männer hatten ein Durchschnittseinkommen von 27.199 USD, Frauen 19.821 USD. Das Prokopfeinkommen betrug 16.321 USD. 10,1 Prozent der Familien und 12,5 Prozent der Bevölkerung lebten unterhalb der Armutsgrenze. Davon waren 16,0 Prozent Kinder oder Jugendliche unter 18 Jahre und 14,7 Prozent waren Menschen über 65 Jahre.